# イヴァン・ガビジャン
イヴァン・グビヤン（Ivan Gubijan, 1923年9月23日 - 2009年1月4日）は、ユーゴスラビアの主にハンマー投げに出場した男子陸上競技選手。
現在のクロアチアであるユーゴスラビアのビェロヴァルに生まれ、第二次世界大戦後にはベオグラードへ引っ越している。1948年にはロンドンオリンピックに出場しており、1位のハンガリーのイムレ・ネーメトの56メートル7センチメートルに次ぐ54メートル27センチメートルの記録で銀メダルを獲得している。1952年にはヘルシンキオリンピックにも出場しており、準決勝で54メートル76センチメートルの国内記録を打ち立てたものの、決勝では54メートル54センチメートルで9位に終わっている。
投てき前に4回転して投げる方法を初めて行った選手でもあり、現在はこの4回転投げが主流となっている。